# Lemniscomys bellieri
Lemniscomys bellieri — вид гризунів родини мишевих (Muridae). Він зустрічається в Буркіна-Фасо, Кот-д'Івуарі, Гані, Гвінеї та, можливо, у Сьєрра-Леоне. Його природне середовище існування — це, як правило, сухий регіон савани.

## Морфологічна характеристика
Це гризун невеликого розміру з довжиною голови й тулуба від 91 до 127 мм, довжиною хвоста від 94 до 134 мм, довжиною стопи від 23 до 27 мм, довжиною вух від 13 до 19 мм і вагою до 46 грамів. Спинна частина жовтувато-коричнева з тенденцією до сірої уздовж боків. Уздовж хребта тягнеться поздовжня чорна смуга, а на кожному боці вісім рядів світлих плям, з яких добре виражені лише третя, четверта і п'ята. Черевні частини білі. Ноги жовтувато-коричневі. Хвіст довший за голову й тулуб, зверху темно-коричневий, знизу майже білий.

## Поведінка
Це наземний вид.